# Aleksandrs Samoilovs
Aleksandrs Samoilovs (Riga, 6 april 1985) is een Lets beachvolleyballer. Met Jānis Šmēdiņš won hij driemaal het eindklassement van de FIVB World Tour en werd hij eenmaal Europees kampioen. Samoilovs nam verder aan drie opeenvolgende Olympische Spelen deel, maar won daarbij geen medailles.

## Carrière

### 2003 tot en met 2012
Samoilovs nam in 2003 met Ramma Valters deel aan de wereldkampioenschappen onder 21 in Saint-Quay-Portrieux. Met Mārtiņš Pļaviņš werd hij vervolgens vijfde in 2004 in Porto Santo en eerste in 2005 in Rio de Janeiro. In 2005 debuteerde Samoilovs met Pļaviņš tevens in de World Tour; Samoilovs en Pļaviņš zouden tot en met 2008 een team vormen. In 2006 namen ze deel aan vier toernooien in de World Tour. Samoilovs speelde daarnaast drie wedstrijden met Ruslans Sorokins. Het jaar daarop waren Samoilovs en Pļaviņš actief op veertien reguliere FIVB-toernooien. Ze behaalden twee toptienplaatsen; in Roseto degli Abruzzi werden ze vijfde en in Stare Jabłonki zevende. Bovendien namen ze deel aan de WK in Gstaad, waar ze niet verder kwamen dan de groepsfase. In 2008 speelden Samoilovs en Pļaviņš in aanloop naar de Olympische Spelen veertien wedstrijden in de World Tour met een vijfde (Barcelona) en drie negende plaatsen (Parijs, Moskou en Marseille) als beste resultaat. In Peking bereikte het duo de achtste finale die het verloor van de Oostenrijkers Florian Gosch en Alexander Horst.
Na afloop van de Spelen vormde Samoilovs een team met Sorokins. Het tweetal speelde dat jaar nog drie wedstrijden in de World Tour met een negende plaats in Mallorca als beste resultaat. In 2009 bereikten ze de achtste finale bij de WK in Stavanger, waar ze werden uitgeschakeld door de olympisch kampioenen Todd Rogers en Phil Dalhausser. In Kristiansand haalde het duo met een tweede plaats voor het eerst het podium in de World Tour. Bij de overige negen toernooien kwamen ze niet verder dan twee negende plaatsen in Klagenfurt en Den Haag. Het daaropvolgende seizoen namen Samoilovs en Sorokins deel aan elf mondiale toernooien waarbij ze viermaal als negende eindigden (Praag, Stavanger, Gstaad en Klagenfurt). Daarnaast werd het duo vijfde bij de EK in Berlijn.
In 2011 behaalde het tweetal in elf reguliere FIVB-toernooien drie toptienplaatsen; in Québec eindigden ze als vijfde en in Peking en Gstaad als negende. Bij de WK in Rome verloren Samoilovs en Sorokins in de zestiende finale van de Brazilianen Rhooney de Oliveira Ferramenta en Pedro Solberg Salgado en ook bij de EK in Kristiansand kwamen ze niet verder dan een zeventiende plaats. Het jaar daarop speelden ze elf wedstrijden in de World Tour en haalden ze achtmaal de top tien. Ze werden viermaal vijfde (Peking, Praag, Moskou en Rome) en viermaal negende (Brasilia, Mysłowice, Gstaad en Berlijn). In Londen bereikten ze bij de Volleybal op de Olympische Zomerspelen 2012 – Mannen (beach) de achtste finale die verloren ging van de latere olympisch kampioenen Julius Brink en Jonas Reckermann. Bij de EK in Den Haag eindigde het duo verder als negende.

### 2013 tot en met 2026
In 2013 wisselde Samoilovs van partner naar Jānis Šmēdiņš. Ze boekten het eerste jaar drie overwinningen (Corrientes, Moskou en Durban) en behaalden daarnaast twee tweede plaatsen (Den Haag en Rome) en een derde plaats (São Paulo). Bij de WK in Stare Jabłonki werden ze in de achtste finale uitgeschakeld door het Canadese duo Ben Saxton en Chaim Schalk. Desalniettemin wonnen ze het eindklassement van de World Tour. In Klagenfurt werden ze verder tweede bij de EK achter de Spanjaarden Adrián Gavira en Pablo Herrera. Het seizoen daarop wonnen ze in Puerto Vallarta, eindigden ze als tweede in Shanghai en Stare Jabłonki en werden ze vierde in Fuzhou en Klagenfurt. Samoilovs en Šmēdiņš behaalden opnieuw de eindoverwinning in de World Tour en ze werden bij de EK in Cagliari wederom tweede achter het Italiaanse duo Paolo Nicolai en Daniele Lupo.

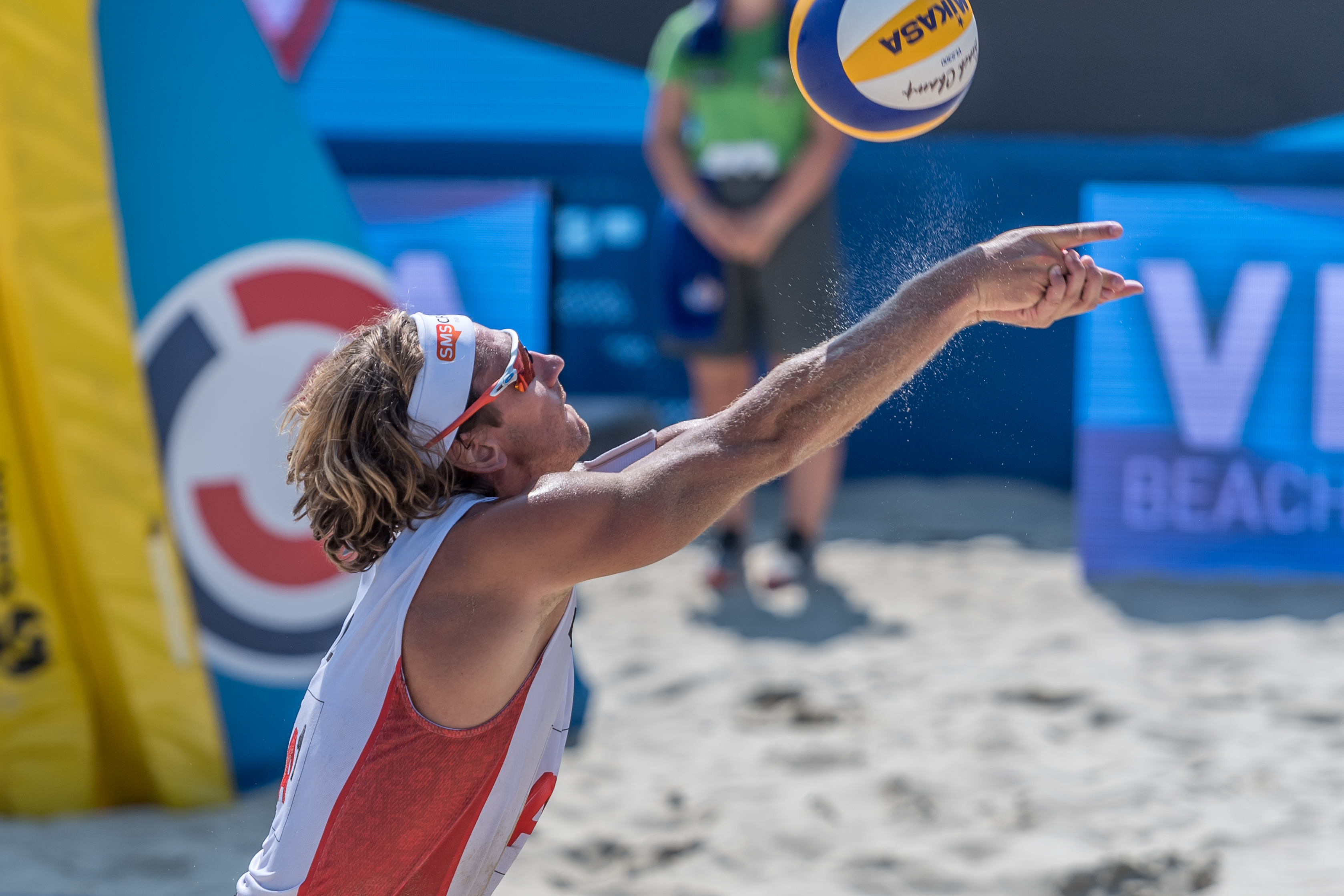
Samoilovs in actie tijdens de World Tour in Wenen (2018)

Samoilovs en Šmēdiņš speelden in 2015 tien FIVB-toernooien samen met overwinningen in Rio de Janeiro en Sotsji en een derde plaats in Xiamen. In Klagenfurt won het tweetal bovendien de Europese titel door de Italianen Alex Ranghieri en Adrian Carambula in de finale te verslaan. Daarnaast nam Samoilovs met Pļaviņš deel aan de WK in Nederland. Ze kwamen niet verder dan zestiende finale die ze verloren van het Canadese duo Josh Binstock en Sam Schachter. Samoilovs en Šmēdiņš behaalden het daaropvolgende seizoen drie overwinningen in de World Tour (Antalya, Olsztyn en Klagenfurt). In Gstaad en Long Beach eindigde het duo verder als derde en in Fuzhou en Poreč als vierde. Ze wonnen daarmee voor de derde keer het eindklassement van de World Tour. Bij de Olympische Spelen in Rio de Janeiro kwamen ze niet verder dan de groepsfase. Zowel bij de EK in Biel/Bienne als bij de World Tour Finals in Toronto eindigden Samoilovs en Šmēdiņš daarnaast als vijfde.

### 2017 tot heden
In 2017 nam het tweetal deel aan zes reguliere FIVB-toernooien met een vierde plaats in Moskou als beste resultaat. Bij de WK in Wenen bereikten Samoilovs en Šmēdiņš de achtste finale waar ze werden uitgeschakeld door de latere wereldkampioenen Evandro Gonçalves Oliveira Júnior en André Loyola Stein. Daarnaast eindigden ze bij de EK in eigen land op de tweede plaats nadat ze de finale in Jūrmala van Nicolai en Lupo verloren. Het jaar daarop prolongeerde het duo in Nederland hun zilveren medaille bij de EK achter de Noren Anders Mol en Christian Sørum. In de World Tour wonnen ze bovendien tweemaal (Espinho en Moskou) en werden ze tweemaal derde (Fort Lauderdale en Warschau). Samoilovs en Šmēdiņš sloten het jaar af met een negende plaats bij de World Tour Finals in Hamburg. In aanloop naar de WK in 2019 nam het duo deel aan zes FIVB-toernooien met een vijfde plaats in Xiamen als beste resultaat. Bij de WK in Hamburg werden ze in de zestiende finale uitgeschakeld door het Braziliaanse tweetal André en George Wanderley. Bij de EK in Moskou kwamen Samoilovs en Šmēdiņš niet verder dan de tussenronde die verloren werd van de Italianen Carambula en Enrico Rossi. In de World Tour speelden ze verder zes wedstrijden met twee overwinningen (Moskou en Jūrmala) als resultaat.
In 2020 nam het duo deel aan een toernooi in het mondiale circuit. Verder waren ze voornamelijk actief in de nationale competitie en deden ze mee aan de EK in eigen land waar ze tegen de Russen Nikita Ljamin en Taras Myskiv niet verder kwamen dan de achtste finale. Het seizoen daarop behaalden Samoilovs en Šmēdiņš bij zeven toernooien in de World Tour enkel toptienklasseringen met drie vijfde plaatsen als beste resultaat. Bij de EK in Wenen strandde het tweetal opnieuw in de achtste finale, ditmaal tegen de Tsjechen Ondřej Perušič en David Schweiner. In 2022 deed het duo mee aan zeven toernooien in de Beach Pro Tour – de opvolger van de World Tour. Ze behaalden daarbij twee derde plaatsen (Tlaxcala en Espinho). Bij de WK in Rome werden ze in de zestiende finale uitgeschakeld door de Brazilianen Bruno Oscar Schmidt en Saymon Barbosa. In München eindigden Samoilovs en Šmēdiņš bij de EK als negende nadat de achtste finale verloren werd van Mol en Sørum.

## Palmares
Kampioenschappen
- 2005:  WK U21
- 2008: 9e OS
- 2009: 9e WK
- 2012: 9e OS
- 2013: 9e WK
- 2013:  EK
- 2014:  EK
- 2015:  EK
- 2017: 9e WK
- 2017:  EK
- 2018:  EK

FIVB World Tour
- 2009:  Kristiansand Open
- 2013:  Grand Slam Corrientes
- 2013:  Grand Slam Den Haag
- 2013:  Grand Slam Rome
- 2013:  Grand Slam Moskou
- 2013:  Grand Slam São Paulo
- 2013:  Durban Open
- 2013:  FIVB World Tour
- 2014:  Grand Slam Shanghai
- 2014:  Puerto Vallarta Open
- 2014:  Grand Slam Stare Jabłonki

- 2014:  FIVB World Tour
- 2015:  Gstaad Major
- 2015:  Rio de Janeiro Open
- 2015:  Sotsji Open
- 2015:  Xiamen Open
- 2016:  Antalya Open
- 2016:  Grand Slam Olsztyn
- 2016:  Gstaad Major
- 2016:  Klagenfurt Major
- 2016:  Grand Slam Long Beach
- 2016:  FIVB World Tour
- 2018:  5* Fort Lauderdale

- 2018:  4* Warschau
- 2018:  4* Espinho
- 2018:  4* Moskou
- 2019:  4* Moskou
- 2019:  3* Jūrmala

Beach Pro Tour
- 2022:  Tlaxcala Challenge
- 2022:  Espinho Challenge